# Xylococculus quercus
Xylococculus quercus är en insektsart som först beskrevs av Edward MacFarlane Ehrhorn 1900.
Xylococculus quercus ingår i släktet Xylococculus och familjen pärlsköldlöss. Inga underarter finns listade i Catalogue of Life.